# Melanéz törpejégmadár
A melanéz törpejégmadár (Ceyx lepidus) a madarak osztályának szalakótaalakúak (Coraciiformes)  rendjébe és a jégmadárfélék (Alcedinidae) családjába tartozó faj. Alfajai nagy részét leválasztották önálló fajokká, de még nem minden szervezet fogadta el.

## Rendszerezése
A fajt Coenraad Jacob Temminck holland arisztokrata és zoológus írta le 1836-ban.
Korábban a fajnak 15 alfaját különböztették meg.  
Egy 2013-ban lezajlott molekuláris biológiai vizsgálatsorozat során kiderült, hogy a különböző szigeteken élő alfajok nagy mértékben különböznek egymástól genetikailag, így különálló fajokká minősítésük indokolt.

## Alfajai
- Ceyx lepidus lepidus[2]
- Ceyx lepidus goodfellowi[2]
- Ceyx lepidus virgicapitus[2]
- Ceyx lepidus uropygialis[2] vagy északi-maluku-szigeteki törpejégmadár (Ceyx uropygialis)[1]
- Ceyx lepidus margarethae[2] vagy Ceyx margarethae[1]
- Ceyx lepidus wallacii[2] vagy Ceyx wallacii[1]
- Ceyx lepidus cajeli[2] vagy Ceyx cajeli[1]
- Ceyx lepidus solitarius[2] vagy Ceyx solitarius[1]
- Ceyx lepidus dispar[2] vagy Ceyx dispar[1]
- Ceyx lepidus mulcatus[2] vagy Ceyx mulcatu[1]
- Ceyx lepidus sacerdotis[2] vagy Ceyx sacerdotis[1]
- Ceyx lepidus meeki[2] vagy Ceyx meeki[1]
- Ceyx lepidus collectoris[2] vagy Ceyx collectoris[1]
- Ceyx lepidus malaitae[2] vagy Ceyx malaitae[1]
- Ceyx lepidus nigromaxilla[2] vagy Ceyx nigromaxilla[1]
- Ceyx lepidus gentianus[2] vagy Ceyx gentianus[1]
- Ceyx lepidus pallidus[2] vagy Ceyx pallidus[1]

## Előfordulása
Indonézia endemikus faja. Természetes élőhelyei a szubtrópusi és trópusi síkvidéki esőerdők és cserjések, folyók és patakok környékén, valamint ültetvények.

## Megjelenése
Testhossza 14 centiméter, testtömege 11–24 gramm.

## Természetvédelmi helyzete
Az elterjedési területe nagy, egyedszáma ugyan csökken, de még nem éri el a kritikus szintet. A Természetvédelmi Világszövetség Vörös listáján nem fenyegetett fajként szerepel.